# Меллин, Лена
Лена Мария Меллин (швед. Lena Maria Mellin; род. 27 ноября 1954 года, Швеция) — шведская журналистка и комментатор по внутренним политическим вопросам в газете Aftonbladet (ранее занимала пост заведующей отделом новостей), общественный деятель.
В 1996 году Лена Меллин была удостоена главного приза Ассоциации шведских публицистов. Два года спустя, в 1998 году, она получила Гран-при Швеции по журналистике (швед. Stora Journalistpriset) — журналистскую премию, учреждённую шведским публицистом Лукасом Боннье. Лена Меллин также освещает вопросы политики в других средствах массовой информации, среди прочего она внесла вклад в книгу «Сила превыше всего» (2005), антологию о Йоране Перссоне (глава под заголовком «Persson – mer kändis än resultatspolitiker»).
В середине 2010 года Лена Меллин занимала пост исполняющей обязанности редактора Aftonbladet. Одной из самых обсуждаемых тем этого периода стали обвинения в покупке сексуальных услуг против политического деятеля Свена Отто Литторина. Меллин, в частности, задавалась вопросом, вправе ли редакция публиковать подобные обвинения на страницах издания, основываясь лишь на заявлениях бывшей проститутки, якобы узнавшей Литторина по телевизору.